# نوتردام ديه شان (مترو باريس)
نوتردام ديه شان (بالفرنسية: Notre-Dame-des-Champs)‏ هي محطة مترو تابعة لمترو باريس تقع في فرنسا في الدائرة السادسة في باريس.[بحاجة لمصدر]